# Rivula senna
Rivula senna là một loài bướm đêm trong họ Erebidae.